# Zygmunt Stachura
Zygmunt Stachura (ur. 1948 w Łodzi, zm. 24 sierpnia 2006 w Głogowie) – artysta malarz związany z Głogowem.
Ukończył studia w Akademii Sztuk Pięknych w Łodzi (dyplom w 1974 roku w pracowni prof. Romana Modzelewskiego i w pracowni Janiny Pierzgalskiej). 
Część jego prac dokumentuje odbudowę Starego Miasta w Głogowie: od ruin w latach 70. po odrestaurowane budynki i uliczki w późniejszym okresie. Wziął udział w konkursie TV Głogów na kolor Mostu tolerancji w Głogowie, zgłaszając trzy odcienie zieleni.
Prace artysty znajdują się między innymi w Muzeum Archeologiczno-Historyczne w Głogowie.